# Giuniano Maio
Giuniano Maio (Iunianus Maius) (Nàpols, vers 1430 - ?, 1493) fou un humanista, filòleg i gramàtic italià.

## Biografia
Deixeble de Lorenzo Valla, Tortellio i Giovanni Pontano i, per tant, emmarcat en la nova aproximació humanística a la gramàtica clàssica.
Desenvolupà la seva activitat, principalment, en la cort napolitana d'Alfons el Magnànim i Ferran I de Nàpols. Se'l considera la figura més rellevant de les que exerciren la docència a l'Studium universitari de Nàpols, des de la seva reobertura el 1465 fins al 1488.
El seu De priscorum proprietate verborum ("Les propietats dels mots antics"), imprès en una data tan primerenca com el 1475, constitueix un vocabulari de gran importància lexicogràfica i el diccionari llatí més antic imprès a Itàlia.

## Obres
- De priscorum proprietate verborum[2][3]
- De maiestate